# Elizabeth Ann Classic
De Elizabeth Ann Classic was een golftoernooi voor vrouwen in Engeland, dat deel uitmaakte van de Ladies European Tour. Het was de bedoeling om hier een jaarlijks toernooi van te maken maar uiteindelijk werden er maar twee edities gehouden in 1980 en 1981. Het vond telkens plaats op de Pannal Golf Club in Harrogate, North Yorkshire

## Winnaressen
| Jaar | Winnares         | Score | Score | Ref   |
| ---- | ---------------- | ----- | ----- | ----- |
| 1980 | Catherine Panton | 289   | –11   | [ 1 ] |
| 1981 | Muriel Thomson   | 221   | +2    | [ 2 ] |